# NGC 4255
NGC 4255 este o galaxie lenticulară situată în constelația Fecioara. A fost descoperită în iunie 1865 de către . Se află la o distanță de 30,06 de megaparseci de Pământ.